# Rockin' All Over the World
Rockin' All Over the World, Status Quos tionde studioalbum, utgivet 1977. Till inspelningen anlitades Pip Williams som producent. Williams uppgift var att städa upp i gruppens sound för att tilltala den amerikanska publiken och möjliggöra ett genombrott i USA. Musiken på albumet var därför lite mer poporienterad än tidigare album vilket retade många av gruppens hårdrocks-fans. Även om albumet varken levde upp till fansens förväntningar eller attraherade den amerikanska publiken blev det en stor framgång i Europa och innehöll låtar som "Rockin' All Over The World", "Dirty Water" och "Hold You Back", publikfavoriter som alltid spelas på Status Quo's konserter.
Albumet spelades till största delen in i Studio Bohus, Kungälv, Sverige. Pålägg gjordes sedan i Threshold studios, London.

## Låtlista
1. Hard Time (Rossi/Parfitt)   4:45
  - Sång: Francis Rossi
2. Can't Give You More (Rossi/Young)   4:18
  - Sång: Francis Rossi
3. Let's Ride (Lancaster)   3:04
  - Sång: Alan Lancaster
4. Baby Boy (Rossi/Young)   3:14
  - Sång: Francis Rossi
5. You Don't Own Me (Lancaster/Green)   3:07
  - Sång: Alan Lancaster
6. Rockers Rollin' (Parfitt/Lynton)   4:22
  - Sång: Rick Parfitt
7. Rockin' All Over The World (Fogerty)   3:37
  - Sång: Francis Rossi
8. Who Am I? (Williams/Hutchins)   4:31
  - Sång: Francis Rossi
9. Too Far Gone (Lancaster)   3:09
  - Sång: Alan Lancaster
10. For You (Parfitt)   3:01
  - Sång: Rick Parfitt
11. Dirty Water (Rossi/Young)   3:52
  - Sång: Francis Rossi
12. Hold You Back (Rossi/Young/Parfitt)   4:44
  - Sång: Francis Rossi

## Medverkande
- Francis Rossi - gitarr, sång, elektrisk sitar
- Rick Parfitt - gitarr, sång
- Alan Lancaster - bas, sång
- John Coghlan - trummor
- Andrew Bown - piano
- Pip Williams - musikproducent
- John Eden - ljudtekniker

## Listplaceringar
| Lista (1977-1978) | Position               |
| ----------------- | ---------------------- |
| Australien        | 14 (Kent Music Report) |
| Finland           | 18                     |
| Frankrike         | 8                      |
| Nederländerna     | 9                      |
| Nya Zeeland       | 29                     |
| Storbritannien    | 5 (UK Albums Chart)    |
| Sverige           | 19 (Topplistan)        |
| Västtyskland      | 7                      |
| Österrike         | 24                     |